# روزي (مصارع)
ماثيو أنوا أو روزي (بالإنجليزية: Matthew Anoaʻi)‏‏ (7 أبريل 1970 - 17 أبريل 2017) هو مصارع محترف، عمل مع دبليو دبليو إي بالفترة بين (2002 - 2007). وهو شقيق المصارع الشهير رومان رينز ووالده المصارع سيكا.

## روابط خارجية
- ماثيو أنوا على موقع IMDb (الإنجليزية)
- ماثيو أنوا على موقع قاعدة بيانات الفيلم (الإنجليزية)
- ماثيو أنوا على موقع CageMatch worker (الإنجليزية)
- ماثيو أنوا على موقع قاعدة بيانات المصارعة على الإنترنت (الإنجليزية)
- ماثيو أنوا على موقع عالم المصارعة على الإنترنت (الإنجليزية)
- ماثيو أنوا على موقع عالم المصارعة على الإنترنت (الإنجليزية)